# 전진희

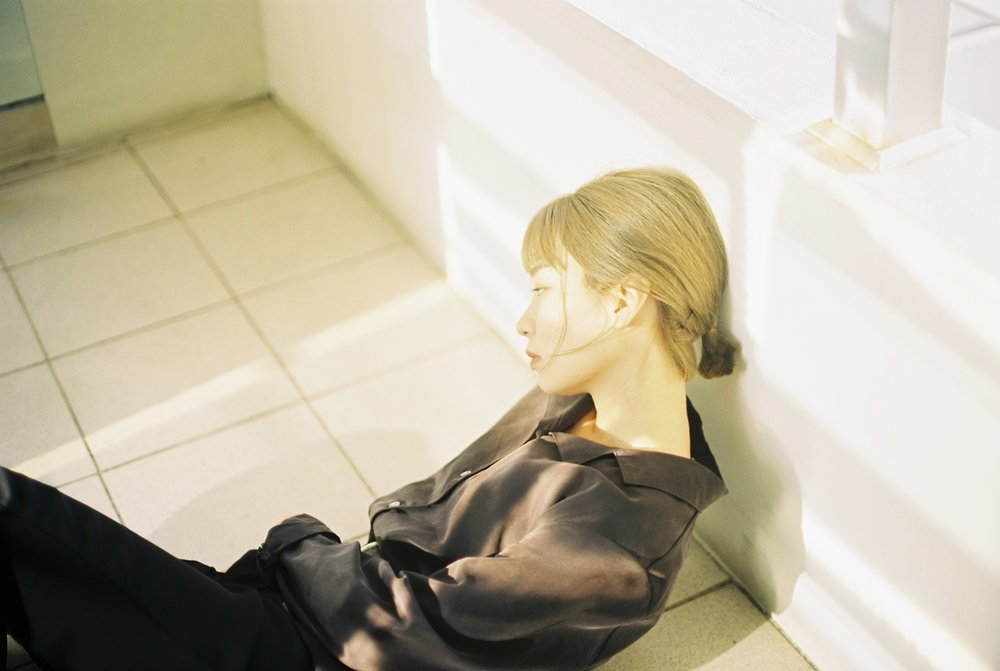

전진희는 대한민국의 작곡가, 싱어송라이터이다. 인디밴드 하비누아주의 리더이다. 2017년 첫 솔로 싱글 앨범 [피아노와 목소리]를 발매했다.

## 음반
| 앨범 제목           | 발매일     | 타이틀                           |
| ------------------- | ---------- | -------------------------------- |
| 피아노와 목소리     | 2017.03.20 | 별 (with 이영훈)                 |
| 피아노와 목소리     | 2017.04.27 | 어디에 있나요                    |
| 피아노와 목소리     | 2017.05.19 | 불안 (with 나인 of 디어클라우드) |
| 밤을 걷는다         | 2018.11.12 | 밤을 걷는다 (with 지언)          |
| 크리스마스의 추억이 | 2018.11.27 | 크리스마스의 추억이              |

| 앨범 제목                | 발매일    | 타이틀                         |
| ------------------------ | --------- | ------------------------------ |
| 피아노와 목소리          | 2017.9.14 | 한숨 (with 지언) 어디에 있나요 |
| 우리의 사랑은 여름이었지 | 2019.9.25 | 우리의 사랑은 여름이었지       |

## 공연
- 2018.4.21 전진희 단독공연 [피아노와 목소리 - 안부]
- 2018.8.24 전진희 [Room]
- 2018.10.6 서울숲재즈페스티벌 2018
- 2018.12.25 전진희x이설아 크리스마스의 추억 @망원 벨로주
- 2019.9.7 전진희 솔로 콘서트 [우리의 슬픔이 마주칠 때] @파랑새극장
- 2019.9.29 서울숲재즈페스티벌 2019
- 2019.10.26 전진희 2집 앨범 콘서트 [우리의 사랑은 여름이었지] @언더스탠드에비뉴 아트스탠드